# August Thyssen
Pour les articles homonymes, voir Thyssen.
August Thyssen, né le 17 mai 1842 à Eschweiler et mort le 4 avril 1926 au château de Landsberg (Ratingen), est un industriel prussien. Il participa à l'essor du groupe Thyssen.

## Biographie
Fils de Friedrich Thyssen, August Thyssen développe l'entreprise de métallurgie familiale. Il est également à l'origine du producteur allemand d'électricité RWE, fondé à Essen, en 1898.
De Hedwig Pelzer (1854-1940), qu'il épouse en 1872 avant de divorcer en 1885, il a quatre enfants :
- Fritz Thyssen, qui dirige le groupe pendant l'entre-deux-guerres et soutient l'ascension du parti nazi
- August Thyssen (1874-1943), sans alliance ni descendance
- Heinrich Thyssen, 1er baron Thyssen-Bornemisza, collectionneur d'art
- Hedwig Thyssen (1878-1950), qui épouse en 1899 (divorce en 1908) le baron Ferdinand von Neufforge (1869-1942), puis en 1908 le baron Maximilian von Berg (1859-1924). Elle est la mère de trois filles, Hedwig von Neufforge, Maximiliane von Berg, Mignone von Berg, et d'un fils naturel né de père inconnu, Joseph Thyssen.

Le groupe Thyssen, malmené par Hitler puis paralysé par la dénazification, est refondé en 1953.